# Бриггс, Джон
Джон Бриггс (англ. John V. Briggs, 8 марта 1930, Митчелле, штат Южная Дакота, США — 15 апреля 2020) — американский политический деятель, член законодательной Ассамблеи штата Калифорния и калифорнийского Сената.
Бриггс получил известность в 1978 году как автор и инициатор Поправки № 6, так называемой «Инициативы Бриггса». Законопроект предусматривал запрет геям и лесбиянкам работать в государственных школах Калифорнии, что должно было вызвать массовые увольнения. Однако по итогам референдума проект был отклонён. События вокруг Поправки № 6 были воссозданы в документальном фильме «Времена Харви Милка» 1984 года, а также в художественном фильме «Харви Милк» 2008 года, в котором Джона Бриггса сыграл Денис О’Хэр.

## Биография
Джон Бриггс родился в штате Южная Дакота в 1930 году, а в 1935 году переехал на юг Калифорнии, где воспитывался матерью-одиночкой. После окончания средней школы и колледжа Бриггс был призван в армию, служил в Военно-воздушных силах США с 1947 по 1951 год, принимал участие в боевых действиях в Корейской войне. Позже Бриггс был переведён в резерв Военно-морского флота США. В конце военной службы Джон Бриггс на танцах, которые устраивала для американских военнослужащих United Service Organization, встретил свою будущую жену Кармен Никасио. Вместе они вырастили троих детей, имеют 8 внуков и 3 правнука.
В начале своей карьеры Бриггс начал успешно заниматься страховым маклерством. В июне 1973 года (в течение его четвёртого срока в законодательной Ассамблеи штата Калифорния) он был выбран Выдающимся выпускником Университета штата Калифорния, его альма-матер.
В течение многих лет, Бриггс оставался участником многих сообществ, включая такие как Торговая палата, Ротари клуб и Клуб Мальчиков и девочек Америки (англ. Boys & Girls Clubs of America). Также был активно верующим членом церкви.

## Политическая карьера
Политическая карьера Бриггса началась с его участия в Американской молодежной торговой палате.

## Поправка № 6
Инициатива Бриггса
В 1978 году Джон Бриггс выступил инициатором законопроекта, получившего известность как Поправка №6 или «Инициатива Бриггса». Поправка предусматривала запрет геям и лесбиянкам, а также тем, кто их поддерживал, работать в государственных школах. «Многие из них прячутся в чуланах, и, скажу вам открыто, я искренне думаю, что это то место, где они должны остаться» — сказал он об учителях-геях.
Прежний губернатор Калифорнии Рональд Рейган публично высказался против Инициативы Бриггса. 1 ноября 1978 года в передовой статье в «Los Angeles Herald-Examiner», Рейган писал: «Независимо от того, что это, гомосексуальность — не инфекционная болезнь как корь. Преобладающее научное мнение — сексуальность человека определяется в очень раннем возрасте, и что учителя ребёнка реально не влияют на его ориентацию». Калифорнийский губернатор Джерри Браун отклонил эту поправку, как и американский Президент Джимми Картер. Оппозиция, включающая в себя ведущих политических деятелей, объединённая с массовым лоббированием, привела к поражению Поправки № 6.

## Жизнь после отставки
После отставки Бриггс управлял успешной политической и деловой консалтинговой фирмой в течение пятнадцати лет. Он был зарегистрированным Калифорнийским лоббистом с 1983 по 1996 год. В 2000 году переехал в район озера Тахо, где стал успешным инвестором недвижимости.
В 2008 году в одном из блогов Бриггс опровергал заявления, сделанные о нём в различных блогах. Он писал, что его взгляды относительно геев изменились со дней Поправки № 6. Он также сказал, что дружил с Харви Милком и гей-активистом Рэнди Шилтсом и оплакивал смерть обоих мужчин.